# موهان كابور
موهان كابور هو ممثل هندي، ولد في 27 أكتوبر 1965 في الهند.

## وصلات خارجية
- موهان كابور على موقع IMDb (الإنجليزية)
- موهان كابور على موقع قاعدة بيانات الأفلام العربية
- موهان كابور على موقع ألو سيني (الفرنسية)
- موهان كابور على موقع أول موفي (الإنجليزية)
- موهان كابور على موقع قاعدة بيانات الفيلم (الإنجليزية)
- موهان كابور على موقع كينوبويسك (الروسية)